# Miedznik
Miedznik – polska struga płynąca przez cztery miejscowości gminy Złocieniec (od źródła): Smołdzęcino, Nowe Worowo, Stare Worowo oraz Skąpe i uchodząca już w gminie Czaplinek, we wsi Rzepowo do Drawy. Jest długa na 14,65 kilometra. Częściowo przepływa przez rezerwat przyrody „Zielone Bagna”.